# Marit Breivik
Marit Breivik, född 10 april 1955 i Skogn i Levangers kommun, är en norsk handbollstränare och tidigare handbollsspelare. Hon var förbundskapten för Norges damlandslag i 15 år, 1994 till 2009.

## Karriär
Marit Breivik spelade 140 landskamper som aktiv mellan åren 1975 och 1983. År 1994 tog hon över som landslagstränare efter Sven Tore Jacobsen. Hon hade då varit tränare för Larvik Håndballklubb mellan åren 1992 och 1994. Under Marit Breiviks ledning tog de norska handbollsdamerna 13 medaljer i internationella mästerskap, bland annat OS-guld 2008, VM-guld 1999 samt EM-guld 1998, 2004, 2006 och 2008. Handbollen var den första lagidrotten i Norge där uppmärksamheten omkring damlaget blev större än för herrlaget. Under EM 1998, då damerna vann sin första guldmedalj, handlade 40 procent av allt sportinnehåll i en av de största tidningarna, om damlandslaget i handboll.

## Utmärkelser
Breivik utsågs till "Årets tränare" på den norska idrottsgalan Idrettsgallaen tre gånger; 2004,  2007 och 2009. Hon har blivit utsedd till Årets trønder åren 2007 och 2008 och år 2009 fick hon utmärkelsen Fredrikkepriset och hon valde då att donera prissumman på 100 000 NOK till Right to Play.. 2009 blev hon utnämnd till riddare av Sankt Olavs Orden.